# Монтгомери, Питер
Питер Лоренс Монтгомери (25 сентября 1947 — 18 февраля 2020) — американский математик, известный благодаря своим публикациям по математической криптографии. Входил в исследовательскую группу криптографов в Microsoft Research. Особенно значительный вклад внёс в метод факторизации с помощью эллиптических кривых. В 1992 году получил степень Ph.D.
Его число Эрдёша равно 1.